# Greet Daems
Greet Daems, née le 11 septembre 1980 à Lierre, est une femme politique belge, membre du Parti du travail de Belgique (PTB).

## Biographie

### Premiers engagements politiques
Lors de son adolescence, Greet Daems participe à des manifestations contre le racisme et mène des actions de solidarité avec les scouts. Avec quatre scouts, elle se rend pendant un mois en Ouganda avec la collaboration des Îles de Paix.  
Elle a étudié à l'Université Libre de Bruxelles. 
Depuis, elle enseigne le néerlandais à des personnes issues de l'immigration à Anvers. 
Elle milite au sein de la CGSP.

### Engagement politique au PTB
Aux élections communales de 2018, elle est élue conseillère communale à Geel. 
Aux élections législatives fédérales de 2019, elle est élue députée à la Chambre des Représentants.

### Activités parlementaires
Le 19 mars 2020, Daems, de concert avec les groupes PTB, N-VA et Vlaams Belang à la Chambre des représentants, a voté contre la confiance au Gouvernement Wilmès II,.